# Ahmed Ben Miled
Ne doit pas être confondu avec Ahmed Ben Miled (1911-1970), cheikh de la Zitouna, magistrat au tribunal immobilier et mufti malikite en 1954.
Pour les articles homonymes, voir Miled.
 (janvier 2011).
Si vous disposez d'ouvrages ou d'articles de référence ou si vous connaissez des sites web de qualité traitant du thème abordé ici, merci de compléter l'article en donnant les références utiles à sa vérifiabilité et en les liant à la section « Notes et références ».
Ahmed Ben Miled (arabe : أحمد بن ميلاد), né le 2 mai 1902 à Tunis et décédé le 2 novembre 1994, est un médecin, syndicaliste et homme politique tunisien. Figure du Parti communiste puis du Destour, il publie plusieurs études sur l'histoire de la médecine en Tunisie.

## Biographie

### Jeunesse
Issu d'une famille de la bourgeoisie tunisoise, composée d'artisans et de commerçants comprenant dans la deuxième moitié du XIXe siècle de nombreux chaouachis, il naît dans le quartier tunisois de Bab Jedid, avant d'entrer au kouttab en 1907 puis d'entamer ses études primaires en 1909. Après un passage au Collège Sadiki en 1916 et au Collège Alaoui en 1918, Ahmed Ben Miled entre au lycée Carnot de Tunis l'année suivante. Il travaillera durant six ans dans la boutique de son oncle sellier au souk Es Sekajine.
En 1911, il assiste aux événements de l'affaire du Djellaz et à l'enterrement du nationaliste Béchir Sfar en 1917. À l'âge de 17 ans, il séjourne durant une nuit en prison pour avoir interpellé le résident général de France en Tunisie de passage à l'Ariana. Adhérant à la Jeunesse socialiste, il assiste alors à des réunions de la SFIO en 1920. Il participe aussi à cette époque à la fondation du Club africain.

### Militant de gauche
En 1921, il figure parmi les membres fondateurs du Parti communiste tunisien et préside quelques réunions du parti jusqu'en 1924. Il publie son premier article dans L'Avenir social où il continue de contribuer sous divers pseudonymes (Jadir, Cheïkh Zaman ou Hédi Kamel). En 1922, il devient ouvrier qualifié en broderie sur cuir et fonde l'année suivante la section syndicale des ouvriers selliers rattachée à la Confédération générale du travail. Il aide aussi à fonder une section syndicale pour les chaouachis. À l'occasion de ses activités, il rencontre le syndicaliste Mohamed Ali El Hammi.
En 1924, il est envoyé par son parti à Ferryville pour défendre les ouvriers d'une briqueterie en grève dont quelques-uns sont arrêtés. Il est aussi présent durant les événements ouvriers de Bizerte pour encadrer une grève et se voit en conséquence arrêté sous l'inculpation d'« excitation au meurtre » et de « rébellion en nombre à main armée ». Alors que, selon L'Avenir social du 21 septembre 1924, « il prêchait le calme et que c'est grâce à son intervention que les provocations gouvernementales n'ont pas été suivies de représailles ».

Ahmed Ben Miled, étudiant à Paris.

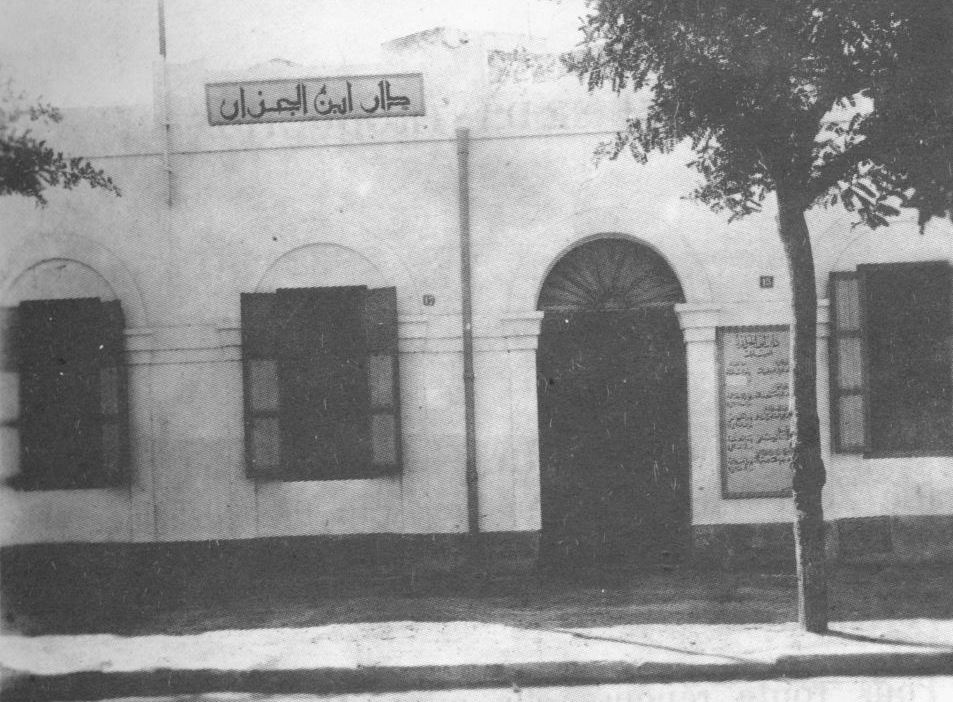
Dispensaire Ibn Al Jazzar en 1935.

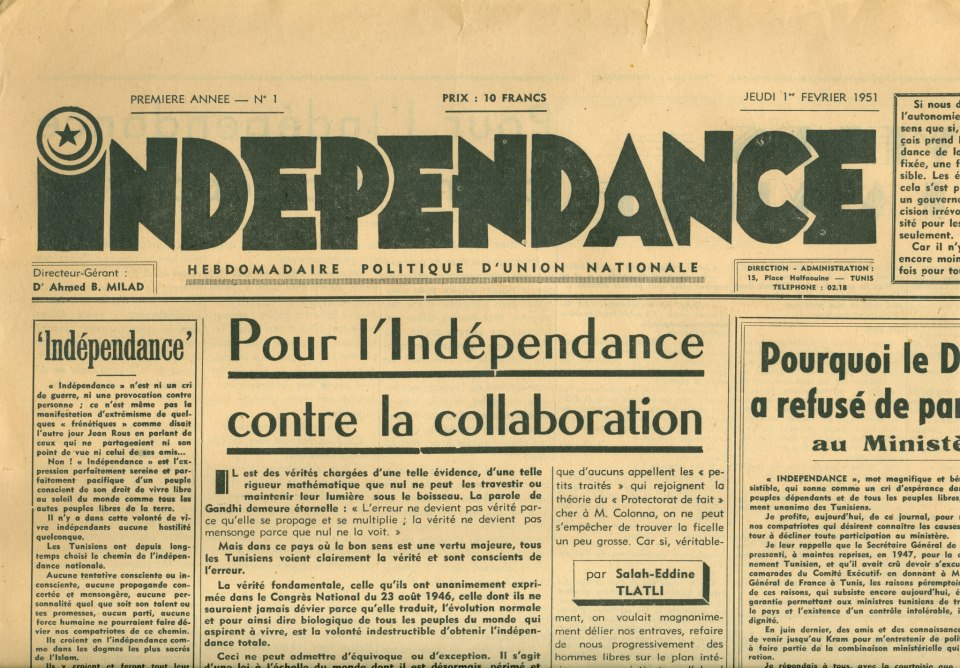
Une du premier numéro du journal Indépendance (février 1951).

Sorti de prison en 1925 à la suite d'une mesure d'amnistie, il démissionne du Parti communiste tunisien. Il passe alors avec succès les examens du baccalauréat et s'inscrit à la faculté de médecine de Montpellier puis, en deuxième année, à la faculté de médecine de Paris. Il y rencontre les étudiants marocains à la Grande mosquée de Paris et contribue à la fondation de l'Association des étudiants musulmans nord-africains (AEMNA) dont il devient secrétaire général en 1928. En mai 1931, il assiste avec Slimane Ben Slimane, Bahri Guiga, Mustapha Baffoun, Sadok Boussofara et Habib Bourguiba au congrès de la Ligue française des droits de l'homme à Vichy.

### Médecin engagé
En 1933, il publie sa thèse de médecine intitulée L'École médicale de Kairouan aux Xe et XIe siècles et obtient son doctorat avec mention. Il ouvre ensuite son cabinet de médecine ainsi que le dispensaire Ibn Al Jazzar à Halfaouine. En 1936, il participe à la désinfection du typhus à la mosquée Zitouna et dans les médersas de la médina de Tunis. Il donne aussi des cours d'hygiène à la Khaldounia pour les étudiants de la Zitouna jusqu'en 1946.
Le 27 juin 1936, trois comités de quêtes en faveur des Palestiniens se réunissent au dispensaire Ibn Al Jazzar et fusionnent en un seul organisme dont le bureau est constitué de Ben Miled au poste de président, de Mohamed al-Aid Djebari comme secrétaire général, de Mohamed Mokaddem comme trésorier général et de Mohamed Sadok Bessais, Mohamed al-Gharbi, M'hamed Marzouki et Brahim Ouniche comme membres assesseurs.
En 1937, le docteur Ben Miled fonde l'association des scouts musulmans et rencontre Abdelaziz Thâalbi, rentré à Tunis le 8 juillet après un long exil, dont il devient le médecin personnel. Après avoir adhéré au Destour, il devient membre du comité exécutif, accompagne Thâalbi dans sa tournée politique dans les villages du Sahel tunisien et préside la commission économique du parti. 
Durant les événements du 9 avril 1938, il héberge et soigne les manifestants blessés. Durant la Seconde Guerre mondiale, il est médecin responsable du deuxième arrondissement dans le Comité de défense passive entre 1942 et 1943. Il assiste aussi Thâalbi durant sa maladie et ce jusqu'à sa mort en 1944 où il se voit élu membre du comité central du Destour durant le congrès tenu au mois d'août. En 1945, il conduit avec Salah Ben Youssef une manifestation de protestation contre les violences des tirailleurs sénégalais qui ont fait neuf morts et séjourne trois mois en prison.
Participant à l'organisation du congrès du Destour en 1946, destiné à réclamer le retour de Moncef Bey et l'indépendance du pays, il séjourne à nouveau en prison durant trois mois. Il mène ensuite une campagne avec le conseil de l'Ordre des médecins, les syndicats et la presse pour faire renoncer la résidence générale à son projet de démanteler l'Institut Pasteur de Tunis fondé en 1928 par décret beylical et intégralement financé par l'État tunisien. Par la suite, il donne des cours d'hygiène à l'École normale d'instituteurs et construit une école primaire mixte et gratuite à Borj Touil, qui continua de fonctionner après l'indépendance. En 1951, il fonde le journal Indépendance dont il prend la direction. En 1952, il participe à la délégation du Destour au sommet de l'Organisation des Nations unies tenu à Paris. Cela ne l'empêche pas de démissionner finalement du comité central du parti et de fonder le journal clandestin Commandos alors que les violences débutent après l'arrestation des leaders nationalistes. Après l'indépendance, il devient médecin de la santé publique au dispensaire de Mellassine en 1957 et participe à la crise de Bizerte pour venir en aide aux blessés. En 1972, il assiste au congrès international sur l'histoire de la médecine arabe et islamique organisé à Milan puis, dès 1975, cesse d'exercer la médecine pour se consacrer à l'écriture, abordant tour à tour l'histoire de la médecine arabe en Tunisie et la naissance du mouvement ouvrier tunisien.

### Hommages
Reçu par le président de la République tunisienne Zine el-Abidine Ben Ali le 19 avril 1991, il lui remet un Coran vieux de 200 ans sur lequel, en 1920, les nationalistes prêtèrent serment lors de la fondation du Destour. Ahmed Ben Miled et reçoit en 1989 le prix de la vulgarisation scientifique. En 1994, de son vivant, il reçoit la médaille du centenaire de Pasteur émise par l'Institut Pasteur de Tunis pour ses œuvres et son action en faveur de celui-ci.
En mars 2009, il reçoit un hommage posthume de l'Académie tunisienne des sciences, des lettres et des arts sous le label « Ahmed Ben Miled, défenseur infatigable des causes justes ». Lors de la cérémonie du 20 mars 2013, il est décoré de l’Ordre de l’Indépendance à titre posthume.

## Publications
- Cinquante années de prépondérance française en Tunisie, Paris, L. Blanquet, 1931, 40 p. (lire en ligne).
- L'école médicale de Kairouan aux Xe et XIe siècles, Paris, Jouve et Cie, 1933.
- Ibn Al Jazzar : médecin à Kairouan, Tunis, Al Maktaba Al Tounisia, 1936.
- (ar) Ṭibb al-ʻArabī al-Tūnisī fī ʻasharat qurun̄ [« Histoire de la médecine arabe en Tunisie »], Tunis, Déméter, 1980, 270 p.
  - Histoire de la médecine arabe en Tunisie durant dix siècles, Carthage, Cartaginoiseries, 2012, 317 p. (ISBN 978-9973704252, lire en ligne)[8]. — Dans cette édition sont ajoutées une biographie et bibliographie de l'auteur ainsi que sa thèse L'école médicale de Kairouan aux Xe et XIe siècles (1933).
- M'hamed Ali : la naissance du mouvement ouvrier tunisien, Tunis, Salammbô, 1984, 152 p. (lire en ligne).
- Ibn Al Jazzar : Constantin l'Africain, Tunis, Salammbô, 1987.
- (ar) الشيخ عبد العزيز الثعالبي والحركة الوطنية، 1892-1944 [« Abdelaziz Thâalbi et le mouvement national, 1892-1944 »], Carthage, Beït El Hikma,‎ 1991, 480 p. (ISBN 978-9973911766).